# Sofia Challenger II 2025
Il Sofia Challenger II 2025 è un torneo maschile di tennis professionistico. È la 4ª edizione del torneo, facente parte della categoria Challenger 75 nell'ambito dell'ATP Challenger Tour 2025, con un montepremi di 91 000 €. Si gioca dal 18 al 23 agosto 2025 sui campi in terra rossa di Sofia, in Bulgaria.

## Partecipanti

### Teste di serie
| Nazionalità          | Giocatore                | Ranking* | Testa di serie |
| -------------------- | ------------------------ | -------- | -------------- |
| Argentina            | Federico Coria           | 153      | 1              |
| Ecuador              | Álvaro Guillén Meza      | 244      | 2              |
| Bosnia ed Erzegovina | Nerman Fatić             | 247      | 3              |
|                      | Ivan Gakhov              | 251      | 4              |
| Portogallo           | Frederico Ferreira Silva | 258      | 5              |
| Croazia              | Matej Dodig              | 259      | 6              |
| Bulgaria             | Dimitar Kuzmanov         | 260      | 7              |
| Croazia              | Duje Ajduković           | 262      | 8              |

* Ranking al 4 agosto 2025.

### Altri partecipanti
I seguenti giocatori hanno ricevuto una wild card per il tabellone principale:
- Alexander Donski
- Ivan Ivanov
- Alexander Vasilev

Il seguente giocatore è entrato in tabellone nell'ambito dello Junior Accelerator Programme:
- Naoya Honda

Il seguente giocatore è entrato in tabellone nell'ambito del Next Gen Accelerator Programme:
- Joel Schwärzler

I seguenti giocatori sono entrati in tabellone come lucky loser:
- Miloš Karol
- Andrej Nedić
- Aryan Shah

I seguenti giocatori sono passati dalle qualificazioni:
- Alex Molčan
- Franco Roncadelli
- Dali Blanch
- Nino Serdarušić
- David Jordà Sanchis
- Franco Agamenone

I seguenti giocatori sono entrati in tabellone come lucky loser:
- Federico Bondioli
- Filip Pieczonka

## Punti e montepremi
| Torneo    | Torneo              | V      | F     | SF    | QF    | 2T    | 1T  | Q | Q2  | Q1  |
| Singolare | Punti               | 75     | 44    | 22    | 12    | 6     | 0   | 4 | 2   | 0   |
| Singolare | Premi in denaro (€) | 12 980 | 7 620 | 4 550 | 2 635 | 1 535 | 950 | – | 360 | 185 |
| Doppio    | Punti               | 75     | 44    | 22    | 12    | –     | 0   | – | –   | –   |
| Doppio    | Premi in denaro (€) | 4 250  | 2 450 | 1 480 | 880   | –     | 500 | – | –   | –   |